# Nu är jag nöjd och glader
Nu är jag nöjd och glader är en psalm med text och musik (2/4, Ess-dur) av Nils Frykman från 1881. Om denna frimodiga psalm finns många rykten, bl.a. att den skulle vara skriven på en gungstol utomhus när Frykman blivit uppsagd från sin folkskollärartjänst p.g.a. sin trosuppfattning. Enligt den versionen skulle sjätte strofen ursprungligen ha lytt "Nu Satan fritt må rasa och Werme (d.v.s. prästen i bygden) hjälpa till". Men historien är nog att hänföra till legendernas rike.

## Publicerad i
- Det glada budskapet 1890 som nr 17 med titel och inledningsrad lika.
- Svensk söndagsskolsångbok 1908 som nr 264 under rubriken "Hemlandssånger".
- Fridstoner 1926 som nr 31 under rubriken "Böne- och lovsånger".
- Frälsningsarméns sångbok 1929 som nr 326 under rubriken "Jubel, erfarenhet och vittnesbörd".
- Musik till Frälsningsarméns sångbok 1930 som nr 326.
- Segertoner 1930 som nr 415 under rubriken "Frigörelse".
- Kom 1930 som nr 77 under rubriken "Trosliv och helgelse".
- Guds lov 1935 som nr 191 under rubriken "Trons visshet".
- Sions Sånger 1951 som nr 139.
- Frälsningsarméns sångbok 1968 som nr 327 under rubriken "Det Kristna Livet - Jubel och tacksägelse".
- Sions Sånger 1981 som nr 192 under rubriken "Tack och Lov".
- Lova Herren 1988 som nr 633 under rubriken "Guds barns tacksägelse och lovsång".
- Psalmer och Sånger 1987 som nr 649 under rubriken "Att leva av tro - Glädje - tacksamhet".[3]
- Segertoner 1988 som nr 570 under rubriken "Att leva av tro - Glädje - tacksamhet".[1]
- Frälsningsarméns sångbok 1990 som nr 582 under rubriken "Erfarenhet och vittnesbörd".
- Lova Herren 2020 som nr 508 under rubriken "Glädje och tacksamhet" med en moderniserad text från 2017 med titeln "Nu är jag nöjd och glad"

## Inspelningar
- Svenska folkets psalmer CD-skiva med Ulf Christiansson